# Queer Lisboa
Queer Lisboa est un festival de cinéma LGBT créé en 1997 et ayant lieu chaque année à Lisbonne.
Franck Finance-Madureira pour le magazine Têtu évoque le festival comme l'un « des plus anciens et des plus pointus d'Europe » dans le domaine.

## Palmarès
- 2008
  - Meilleur film : Antônia de Tata Amaral
- 2012
  - Meilleur court métrage : Along the Road (Längs Vägen) de Jerry Carlsson et Anette Sidor
- 2013
  - Meilleur film : Chemi sabnis naketsi de Zaza Rusadze
  - Meilleur court métrage : MeTube: August Sings Carmen 'Habanera' de Daniel Moshel
- 2014
  - Prix du jury
    - Meilleur film : Something Must Break (Nånting måste gå sönder) d'Ester Martin Bergsmark
    - Meilleur documentaire : Julia de J. Jackie Baier
    - Mention spéciale : Atlántida d'Inés María Barrionuevo
    - Meilleur court métrage : Mondial 2010 de Roy Dib
    - Meilleur court métrage portugais : Frei Luís de Sousa d'Almeida Garrett

  - Prix du public
    - Meilleur film : Rosie de Marcel Gisler et Cigano de David Bonneville (ex-aequo)
    - Meilleur documentaire São Paulo em Hi-Fi de Lufe Steffen
- 2015
  - Prix du jury
    - Meilleur film : Amor eterno de Marçal Forés
    - Meilleur documentaire : The Cult of JT LeRoy de Marjorie Sturm
    - Meilleur acteur : Nahuel Pérez Biscayart pour Je suis à toi
    - Meilleure actrice : Cheng Pei-pei pour Lilting ou la Délicatesse (Lilting)

  - Prix du public :
    - Meilleur film : Lilting ou la Délicatesse (Lilting) de Hong Khaou
- 2016
  - Prix du jury
    - Meilleur film : Antes o Tempo Não Acabava de Sergio Andrade et Fábio Baldo
    - Meilleur documentaire : Irrawaddy mon amour de Nicola Grignani, Valeria Testagrossa et Andrea Zambelli
    - Meilleur acteur : Anderson Tikuna pour Antes o Tempo Não Acabava
    - Meilleure actrice : Julia Lübbert pour Rara
    - Meilleur film Queer Porto : Je te promets (Te prometo anarquía) de Julio Hernández Cordón
    - Meilleur court métrage : 1992 d'Anthony Doncque

  - Prix du public
    - Meilleur film : Rara de Pepa San Martín
    - Meilleur documentaire : Waiting for B. de Paulo Cesar Toledo et Abigail Spindel
    - Meilleur film Queer Porto : La Vanité de Lionel Baier
    - Meilleur court métrage : Pink Boy d'Eric Rockey
- 2017
  - Prix du jury
    - Meilleur film : Los objetos amorosos d'Adrián Silvestre
    - Meilleur documentaire : Ri chang dui hua de Huang Hui-chen
    - Meilleur acteur : Owen Campbell pour As You Are
    - Meilleur film Queer Porto : I Am Truly a Drop of Sun on Earth d'Elene Naveriani
    - Meilleur court métrage : Les Îles de Yann Gonzalez

  - Prix du public
    - Meilleur film : Close-Knit (Karera ga honki de amu toki wa) de Naoko Ogigami
    - Meilleur documentaire : Entre os Homens de Bem de Carlos Juliano Barros et Caio Cavechini
    - Meilleur film Queer Porto : Les Initiés (Inxeba) de John Trengove
    - Meilleur court métrage : Tailor de Tomas Calí
- 2018
  - Prix du jury
    - Meilleur acteur : Victor Polster pour Girl

  - Prix du public
    - Meilleur film : Girl de Lukas Dhont
    - Meilleur court métrage : O Órfão de Carolina Markowicz

- 2019
  - Prix du jury
    - Meilleur film : Sócrates de Alexandre Moratto

- 2020
  - Prix du jury
    - Meilleur film : Brooklyn Secret (Lingua Franca) d'Isabel Sandoval

- 2021
  - Prix du jury
    - Meilleur film : Minyan d'Eric Steel
    - Meilleur documentaire : Las flores de la noche d'Eduardo Esquivel et Omar Robles
    - Mention spéciale : Até o Fim de Glenda Nicácio et Ary Rosa
    - Mention spéciale documentaire : Sedimentos d'Adrián Silvestre

  - Prix du public
    - Meilleur film : Les Sentiers de l'oubli (La Nave del Olvido) de Nicol Ruiz Benavides
    - Meilleur documentaire :  Limiar de Coraci Ruiz
- 2022[2]
  - Prix du jury
    - Meilleur film : Wet Sand d'Elene Naveriani
    - Meilleur documentaire : Nuestros cuerpos son sus campos de batalla d'Isabelle Solas
    - Mention spéciale : Joyland de Saim Sadiq

  - Prix du public
    - Meilleur film : Joyland de Saim Sadiq
    - Meilleur documentaire : Corpolítica de Pedro Henrique França